# UNHhhh
«UNHhhh» — американское комедийное веб-ток-шоу производства компании World of Wonder Productions. Ведущими являются дрэг-квин Трикси Маттел и Катя Замолодчикова — выпускницы седьмого сезона шоу «Королевские гонки Ру Пола».

## История
Премьера первого выпуска случилась 25 марта 2016 года на YouTube, где шоу продолжает выходить и поныне. Также все выпуски доступны на стриминговой платформе WOW Presents Plus.
20 марта 2017 года вышел второй сезон шоу. В августе того же года решено было снимать полноформатное телешоу-спин-офф «Шоу Трикси и Кати», которое транслировалось на телеканале Viceland в 2017—2018 годах.
В 2017 году шоу было номинировано на премию «Streamy Awards» как «Лучшее шоу года».
В сентябре 2018 года на Rupaul’S DragCon NYC было объявлено о третьем сезоне шоу, который вышел в эфир 24 октября и продлился 11 выпусков. Начиная с этого сезона версия без цензуры выходила на WOW Presents Plus раньше, чем цензурная версия на YouTube.
16 января 2019 года начался четвёртый сезон шоу, который завершился 12 сентября. В конце последнего выпуска было объявление о том, что шоу продлено на пятый сезон, и что съёмки начнутся сразу после возвращения королев с RuPaul’s DragCon New York City 2019. В том же году шоу вновь получило номинацию на «Streamy Awards», но в этот раз как «Лучшее импровизационное шоу».

## Каст

### Ведущие
- Трикси Маттел (все эпизоды)
- Катя Замолодчикова (все эпизоды)

### Приглашённые гости
- Миссис Каша Дэвис (40 эпизод / на YouTube — 38)
- Темпест Дужур (40 эпизод / на YouTube — 38)
- Кортни Акт (52 эпизод)
- Уиллам (55 эпизод)
- Боб—дрэг-куин (DragCon)
- Джинджер Минж (70 эпизод)

## Награды и номинации
| Год  | Награда       | Категория                                | Результат | Прим. |
| ---- | ------------- | ---------------------------------------- | --------- | ----- |
| 2017 | Streamy Award | Show of the Year (Шоу года)              | Номинация | [ 3 ] |
| 2019 | Streamy Award | Unscripted Series (Импровизационное шоу) | Номинация | [ 9 ] |